# Simone Piroddu
Simone Vincenzo Piroddu (ur. 19 listopada 2002) – włoski zapaśnik walczący w stylu wolnym. Zajął 24. miejsce na mistrzostwach świata w 2023. 
Piąty na mistrzostwach Europy w 2023. Trzeci na ME U-23 w 2021 i 2023. Wygrał olimpijski festiwal młodzieży w 2019. Mistrz Europy juniorów w 2022 i kadetów w 2019. Trzeci na MŚ kadetów w 2018 roku.